# Timber (Oregon)
Timber az Amerikai Egyesült Államok Oregon államának Washington megyéjében elhelyezkedő önkormányzat nélküli és egykori statisztikai település. A 2000. évi népszámláláskor 141 lakosa volt.

## Története
Egykor fakitermelés folyt itt. A személy- és áruszállítás vasúton zajlott.

## Éghajlat
A település éghajlata mediterrán (a Köppen-skála szerint Csb).

## Fordítás
- Ez a szócikk részben vagy egészben  a   Timber, Oregon című angol Wikipédia-szócikk ezen változatának fordításán alapul.  Az eredeti cikk szerkesztőit annak laptörténete sorolja fel. Ez a jelzés csupán a megfogalmazás eredetét és a szerzői jogokat jelzi, nem szolgál a cikkben szereplő információk forrásmegjelöléseként.